# Boris Mihajlovič Šapošnikov
Boris Mihajlovič Šapošnikov (rusko Бори́с Миха́йлович Ша́пошников), vojaški častnik * 2. oktober 1882, Zlatoust, † 26. marec 1945 Moskva.
Bil je sovjetski vojaški častnik, teoretik in maršal Sovjetske zveze. Služil je kot poveljnik generalštaba Sovjetskih oboroženih sil med letoma 1928 in 1931 ter na začetku druge svetovne vojne. Šapošnikov je bil eden od vodilnih vojaških teoretikov v času Stalina. Njegovo najpomembnejše delo, Mozg Armii (»Možgani vojske«) velja za prelomno v sovjetski vojaški teoriji in doktrini organizacije generalštaba Rdeče armade.
Rojen je bil v družini Orenburških Kozakov z Zlatousta na Uralu. Služil je v prvi svetovni vojni in je dosegel čin polkovnika. Podpiral je rusko revolucijo in se pozneje pridružil Rdeči armadi, vendar ni postal član KPSZ do leta 1939. Med letoma 1928 in 1931 je bil poveljnik generalštaba Rdeče armade in ponovno od leta 1937. Leta 1940 je postal maršal Sovjetske zveze.
Šapošnikov je odstopil z mesta poveljnika generalštaba po neuspehih Sovjetske zveze med zimsko vojno. To mesto je ponovno zasedel po  invaziji na Sovjetsko zvezo, vendar je bil leto pozneje prisiljen znova odstopiti zaradi slabega zdravja. Pozneje je bil poveljnik vojaške akademije generalštaba Sovjetske zveze ter je bil vpliven in spoštovan svetovalec Stalinu do svoje smrti leta 1945.
Kljub njegovemu ozadju kot caristični častnik, mu je uspelo pridobiti zaupanje Stalina. Svoje občudovanje mu je Stalin pokaza tako, da je imel na pisalni mizi vselej njegovo knjigo Mozg Armii (1929). Šapošnikov je bil eden od peščice mož, ki jih je Stalin naslavljal s krščanskim imenom in patronimikom.
Po njem je poimenovan rušilec Maršal Šapošnikov.